# Childs Oorlog

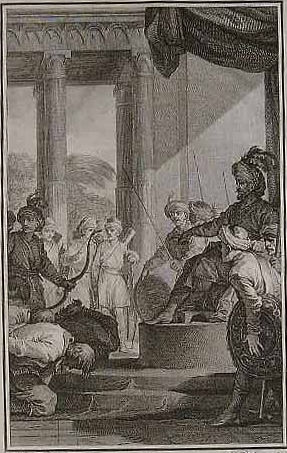
Een Britse afgezant smeekt keizer Aurangzeb om vergiffenis. Lithografie uit een publicatie van de Franse schrijver Abbé Raynal, 1780.

Childs Oorlog (Engels: Child's war) was een gewapend conflict tussen de Britse East India Company en het Mogolrijk in India tussen 1686 en 1690. Het conflict dankt zijn naam aan Josiah Child, een van de directeuren van de East India Company, die een agressieve politiek richting de Mogols voerde. De Britten waren uit op het alleenrecht op de handel tussen India en Europa. Toen Mogolkeizer Aurangzeb dit recht weigerde te verlenen werden Britse oorlogsschepen ingezet om de Indiase scheepvaart te blokkeren. De Mogols reageerden met de inname van de Britse handelsposten en factorijen langs de Indiase kust, en dwongen de Britten zo tot onderhandelingen. Aurangzeb toonde een opmerkelijke vergevensgezindheid en bij het tekenen van de vrede kregen de Britten hun bezittingen terug.
Het conflict is kenmerkend voor de toenemende macht van de East India Company, maar in de late 17e eeuw waren de Europeanen militair nog niet opgewassen tegen de Mogols. De Britse kolonisatie van India zou nog bijna een eeuw op zich laten wachten, tot na de ineenstorting van het Mogolrijk in de 18e eeuw.